# Pandone di Capua
Pandone di Capua (detto il Rapace; ... – 862 o 863) era il secondo figlio di Landolfo I di Capua e fratello di Landone I.

## Biografia
Quando suo padre morì (843), Landone successe alla contea, ma Pandone e il loro fratello minore Landolfo II furono associati come coreggenti (senza alcun potere reale). Si recò a Salerno, dove divenne marpahis.
Alla morte di Landone gli succedette il figlio Landone II, ma Pandone lo depose nell'861 e lo mandò a governare Caiazzo. Nello stesso anno Pandone prese per sé la contea di Capua e la dichiarò libera e indipendente da Salerno. Tuttavia, non regnò a lungo e trascorse la maggior parte del suo regno in guerra per il trono usurpato; guerre in cui si dimostrò "rapace". Distrusse la città di Caserta (c.863) e catturò suo nipote Landenolfo II (fratello di Landone II) e altri quaranta primarii (uomini importanti) della città. Costruì poi una grande torre difensiva attorno alla quale sorse la moderna Caserta. Quella torre è oggi compresa nel Palazzo della Prefettura, un tempo sede dei conti di Caserta e, in seguito, residenza reale.
Pandone morì in battaglia e gli successe il figlio Pandenolfo, che fu deposto, mentre il figlio minore Landenolfo divenne vescovo di Capua nell'879. Pandenolfo divenne in seguito il primo di una stirpe di conti di Caserta.

## Riferimenti
- Erchemperto . Historia Langabardovm Beneventarnorvm presso la Biblioteca Latina.
- Caserta: storia, arte e cultura.
- Chronica S. Benedicti Casinensis presso l'Institut für Mittelalter Forschung.
- Kreutz, Barbara M. (1996). Before the Normans. Philadelphia: University of Pennsylvania. ISBN 0-8122-1587-7.